# Phrynobatrachus plicatus
Phrynobatrachus plicatus é uma espécie de anfíbio da família Petropedetidae.
Pode ser encontrada nos seguintes países: Costa do Marfim, Gana, Guiné, Libéria e Nigéria.
Os seus habitats naturais são: florestas subtropicais ou tropicais húmidas de baixa altitude, marismas de água doce e marismas intermitentes de água doce.
Está ameaçada por perda de habitat.